# Gostovići (kanton zenicko-dobojski)
Gostovići – wieś w Bośni i Hercegowinie, w Federacji Bośni i Hercegowiny, w kantonie zenicko-dobojskim, w gminie Zavidovići. W 2013 roku liczyła 1444 mieszkańców, z czego większość stanowili Boszniacy.